# Quirino Bocciardi
Quirino Bocciardi (Radicondoli, 10 gennaio 1812 – Siena, dopo il 1873?) è stato un compositore italiano.

## Biografia
Rinaldo Morrocchi lo descrive come talento naturale, suggeritore per i teatri senesi e cantore per la cappella di Provenzano. Non risulta sia mai stato formalmente maestro di cappella provenzanese, ma le sue opere sacre sono moltissime, destinate a Provenzano, a diverse parrocchie senesi, e a molti committenti privati. Nel Fondo Provenzano della Biblioteca degli Intronati la musica firmata da Bocciardi copre un arco di tempo che va dal 1847 al 1873 e presenta uno sterminato organico, giustificato dalla sua collaborazione con le formazioni filarmoniche cittadine (la Banda Municipale e la Filarmonica), con cui collaborò continuativamente ma non sempre amichevolmente (stando alle dichiarazioni che Bocciardi antepone qualche volta alle partiture, il compositore aveva molto da ridire sui ritardi e sull'impiego non sinergico degli strumentisti tra cappella e banda). Oltre alla sterminata produzione sacra, Bocciardi, probabilmente per committenti nobiliari o per suonatori delle bande, ha scritto molta musica strumentale (ballabili, sinfonie, canzoni, inni, concerti per solisti e orchestra) e innumerevoli trascrizioni di musiche di altri compositori (Padre Martini, Luigi Cherubini, Gioachino Rossini, Saverio Mercadante, Luigi Rossi, Domenico Cimarosa, Giuseppe Verdi). Anche tutto questo è confluito nel Fondo Provenzano, giunto alla Biblioteca degli Intronati nel 1861, dopo una breve permanenza all'Archivio Arcivescovile di Siena.